# JILA
JILA, dříve Joint Institute for Laboratory Astrophysics, je vědecký institut ve Spojených státech amerických zaměřený na přírodní vědy. JILA sídlí v kampusu Coloradské univerzity v Boulderu. Založen byl roku 1962 jako společné pracoviště Coloradské univerzity a Národního institutu standardů a technologie (NIST).

## Výzkum
Výzkum probíhající na JILA zahrnuje studium chování ultrachladných atomů a molekul, konstrukce přesné optiky a laserů a studium procesů, které formují hvězdy a galaxie.

## Zaměstnanci
Na JILA pracují dva nositelé Nobelovy ceny (Eric Cornell a John L. Hall) a tři držitelé ceny nadace Johna D. a Catherine T. MacArthurových (Deborah S. Jin, Margaret Murnane a Ana Maria Rey). Každý rok publikují vědci z JILA více než 200 článků v odborných časopisech a sbornících mezinárodních konferencí.